# باب کوری
باب کوری (انگلیسی: Bob Curry; ۲ نوامبر ۱۹۱۸ – ژوئن ۲۰۰۱ (۸۲ ساله)) بازیکن فوتبال اهل بریتانیا بود.
از باشگاه‌هایی که در آن بازی کرده‌است می‌توان به باشگاه فوتبال شفیلد ونزدی، باشگاه فوتبال برافورد پارک آونیو، باشگاه فوتبال منزفیلد تاون، باشگاه فوتبال لیدز یونایتد، باشگاه فوتبال کولچستر یونایتد، باشگاه فوتبال هالستید تاون، باشگاه فوتبال گیتزهد، باشگاه فوتبال شفیلد یونایتد، باشگاه فوتبال لینکولن سیتی، باشگاه فوتبال گینزبورو ترینیتی، و باشگاه فوتبال کلاکتون اشاره کرد.